# Alidopsis latefasciatus
Alidopsis latefasciatus är en skalbaggsart som först beskrevs av Stefan von Breuning 1938.  Alidopsis latefasciatus ingår i släktet Alidopsis och familjen långhorningar.
Artens utbredningsområde är Sulawesi. Inga underarter finns listade i Catalogue of Life.